# 新疆省议会
新疆省议会是1913年至1928年间新疆省的最高民意机构。

## 历史
早在1912年，刚上台的杨增新就在与伊犁辛亥革命的革命党人举行的新伊和谈中给出了限期成立省议会、省议会选举新疆都督的愿景，表示新、伊双方“均有当选执政之份”，将来不论哪一方当选，“统一治理”、“均有裨益”。双方和谈议定，在省议会成立前，暂由中华民国大总统袁世凯任命的杨增新掌握大权，待省议会成立并选出新任新疆都督后，“再转呈大总统正式任命”。杨增新由此掌控住新疆局势，消灭了革命党人的活动。
1913年9月，中华民国公布《省议会议员选举法》。民国二年（1913年）2月9日，新疆省议会正式成立。至1928年新疆七七政变，杨增新遇刺身亡后不久解体。
第一届新疆省议会共有议员40人，分为八区选举而成，会址设在迪化。全中国各省议会成立后不久，1915年袁世凯推行帝制，杨增新通电拥护，并且奉令以国民议会取代省议会。1915年，新疆省议会改称“新疆国民大会代表会”。起初，依照中央规定，新疆国民议会议员每县1人，共40人。1915年10月，杨增新又增加商会代表20人为议员，想显示支持称帝的民意基础。但袁世凯责令杨增新“自应立饬更正，以符法定程序”。1915年11月新疆重新选举议员，12月11日议员全票40票通过，敦请袁世凯称帝。
袁世凯称帝失败后，1916年中华民国第一届国会（旧国会）恢复，新疆也在1916年恢复第一届省议会（一届二次），议员仍保持40人，但人员变化大，安允昇、古明德恢复担任正、副议长。1918年，北京中华民国第二届国会（安福国会、新国会）成立，新疆也在1918年9月1日成立第二届省议会，常永庆、折桂分任正、副议长。不久，旧国会再度恢复，新疆也随之恢复第一届省议会（一届三次）。新疆省议会议长安允昇病逝后，由副议长饶孜阿吉（维吾尔族）暂代议长职，此后杨增新调李溶任议长。根据档案显示，1928年新疆七七政变后，李溶仍任省议会议长。

## 活动
新疆省议会常会、年会均能按时召开，活动频繁。规定了省长交议、议员提案等法定程序。选举和补选省议员、国会议员基本依法办理。部分议案对本省情况有所助益。
新疆省议会一直处在杨增新的控制下。杨增新非常反对新疆像内地各省一样拥有过大权限。他说：“新疆汉回蒙哈种类不一、风气闭塞、程度最低，本无自治能力。将来议会成立，议论纷纷莫衷一是，甚或有反违法律无端冲突之时，都督不能监督，大总统不能解散，流弊所及伊于胡底。”他同贵州省、陕西省等边陲省份呼应，反对民选省长及其以下地方官吏。对民选省长案，新疆省议会也以“新疆与内地各省情形迥异”为由，表示“未便从同”。杨增新取缔省议会中的政党活动。国民党在新疆地位非常低，和哥老会都被杨增新视为“乱党”而加以禁止。民国元年（1912年），于阗县知事戴承谟号召当地民众集体入国民党，随即被杨增新禁止。第一届新疆省议会议员宋国忠、廉炳华、陈世禄等都是国民党党员，但仅能用个人身份秘密活动。袁世凯解散国民党后，杨增新随即缴销新疆国民党籍国会议员蒋举清、孔宪瑞、何海涛等9人的资格证及徽章，国民党籍省议员黄国柱被取消省议员资格并被勒令回家乡。杨增新控制议案，所以重要决策根本不经过省议会。
新疆省议会议员参政并不积极。省议会在迪化开会时，不少议员托故不到。被选为国会议员的少数民族省议员也“多以道远不肯赴京”。安允昇年近80岁仍在任省议会议长，不识字的饶孜阿吉任省议会副议长。省议员司的克据实报告了库车县知事马绍武的劣迹，反而被马绍武勒取三纸甘结及三百元罚金，杨增新也仅对马绍武“宽其既往，严儆将来”。第一届省议会开会时，迪化县民汪老大两次擅自进会场，“咆哮滋闹，肆口漫骂”，省议会对此无法制止。1916年第一届省议会第二次常会，伽师县的省议员解洪谟借口“家累甚重”不肯来迪化履职。焉耆县的省议员赵发隆外出经商下落不明。李庚等省议员电请辞职。第一届省议会第二次常会从1916年10月开幕到12月结束，到会议员仅27人。
1917年国会解散后，部分国会议员随孙中山到广州组织护法国会，其中包括新疆籍议员张凤九、何海涛、廉炳华三人。张凤九还主张惩罚到北京复会的国会议员。
1918年12月，常永庆向省议会提案，指出“费尔干省紧接喀什，我国人民在彼经营商业者日渐繁盛，……，俄属之七河、斜米各省，均与我新之伊塔各处毗连，华商云集”，要求在上述地区“一律添设领事，以保商务而固边圉”。新疆省政府最终受理该案，并于次年选派保商委员驻扎俄国斜米省。
1919年，俄哈窜扰新疆，导致伊犁局势吃紧。风闻北京政府拟派广东的龙济光援助新疆，杨增新怕被龙济光取代，乃指示省议会电告中央，反对龙济光来新疆，表示“无论内地派来何项军队，决不赞成。”
1920年，北京政府拟派吴光新率部队到河南取代河南督军赵倜，新疆省议会反对，在给国务院的电文中说：“赵督可以兵力强迫更动，则奉、督军省长将亦不安其位。”
1920年底，中华矿业公司代表熊希龄同英国协议合资开办新疆石油矿有限公司。这严重侵害新疆利益，遭到杨增新率新疆上下坚决反对。1921年，由札萨克亲王领衔致电北京政府，恳请取消该案。省议会也通电反对，不承认熊希龄代表国家，并表示“新疆无论何种矿产，统归本省自行办理”、“决不愿与西藏同沦于英人之手。”北京政府最终搁置此案。
1923年，经冯玉祥运动，北京政府讨论《西北边防督办组织条例》，拟把新疆等五省划归西北边防督办管辖。杨增新指使新疆省议会及新疆的王公等反对，北京政府最终搁置此案。
1924年，河南回民李谦以新疆回部代表的身份请中央政府参照蒙古议员专额之制议定新疆回部议员专额。杨增新发动新疆省议会及回部王公指责李谦对新疆回部横加干涉，并指出新疆省议员40名里，回部28人，汉蒙12人，和民族人口大体相应。
1924年6月，杨增新擅自杀害喀什噶尔提督马福兴父子，引发舆论指责。在杨增新策划下，1924年7月5日，国会参议员伊不拉音上书大总统揭露马氏父子。随后国会参议员李钟麟、众议员文笃周等也上书大总统，为杨增新辩解。

## 选举
新疆省议会是新疆历史上第一个通过选举产生的民意机构。1913年北京政府公布的《省议会议员选举法》规定，省议员须为“年纳直接税2元以上或有价500元以上之不动产”者。然而在经济落后的新疆，就连绝大部分工商界人士也无法达到这一标准，各少数民族也很难达到这一标准。民国元年（1912年），杨增新在办理省议会时说，新疆省“僻处西陲，种族庞杂，土著少而客民多，智识陋而程途低”，认为省议员选举办法“未可与各省一例相绳，尤当变通办理”。杨增新拟具如下选举办法：省城本籍选举6人，外省客籍寓居省城者大省2至3人、中省小省1人，八大商帮各1至2人，省外道府同城者2人，每府厅州县各1人；被选资格为：省外各属以本地有产业田宅纳赋税者，通一种文字，汉回不论；候补人员可以暂行充选，但现任地方官因负有行政之责不便参选。按杨增新的这套设想，省议会议员人数将突破40人的法定人数。杨增新还说，新疆民族“缠回蒙哈十居七八，求其识汉字、懂汉语者颇不易。初选时，南疆则缠民94％-95％，汉民不过3％-4％。因缠民不识汉字，投票遭摒弃者不乏人”，“不独汉文汉语毫无所知，即回缠文字亦少通，实与选举资格迥不相符。”杨增新要求选票变通采用当地文字书写。杨增新还要求用蒙古、西藏、青海等地选举办法办理本省游牧民众选举。杨增新的请求获北京政府部分认可，但大部分仍然不得不照搬北京政府的法律执行。
杨增新常以新疆偏远、民族复杂、文化落后等为由，要求变通选举办法，有的还违法办理。第一届省议会选举出的省议员劉雋佺、马俊等未达法定年龄，北京国会事务局命令新疆取消资格，但杨增新依然将两人修改年龄后呈报为新疆省议会议员。省议会选举法本来不许官员担任议员，但杨增炳、何海涛等都以官员当选国会议员，李溶、常永庆、李钟麟等兼任地方官员与省议员或国会议员，有的任期达10年。
第一届省议会第一次常会的40位议员中，新疆省籍的少数民族议员占1/3。3年后的第一届省议会第二次常会中，仅有2位议员不是新疆省籍。省议会选出的国会议员中，有少数民族人士如伊不拉音、斯迪克、加拉、麻和甫、那得昭等数十人。杨增新也通过省议会积极团结少数民族上层人士，例如任命饶孜阿吉为省议会副议长。
民国元年（1912年），新疆省符合省议员选举资格的选举人共有16313人，不到新疆省人口的1％，而同期全中国的国会众议员选举人已占全中国总人口的10.5％。
1918年第二届省议会选举，全省12选举区、40县，选举人合计37345名，杨增新电筹备国会事务局称：“（选民）审定后确数三万三千五百八十九名。即按此数分配当选人名额，计于省议员名额法定为四十三名，以除选举人总数，每八百三十九人得选出议员一名，分除各复选区选举人数，第一区应出议员十名，第二区应出议员二名，第三区应出议员一名，第四区应出议员一名，第五区应出议员一名，第六区应出议员二名，第七区应出议员一名，第八区应出议员五名，第九区应出议员六名，第十区应出议员四名，第十一区应出议员三名，第十二区应出议员三名，合符全省名额四十名之数。”第二届省议会议员40名，平均年龄39.55岁，20～29岁之间者5名；30～39岁之间人数最多，为16名；40～49岁之间者12名；50～59岁之间者6名；60岁以上者1名。其中年龄最大者62岁，为阿克苏籍议员托乎大；最年轻者25岁，为绥来籍议员杨子元。40岁以下的议员共21名，40岁以上的议员19名，青年议员与中老年议员人数基本相当。诸议员中票数最多者24票，为迪化籍议员高钟岳；得票最少者11票，有乌苏籍议员马云章、疏勒籍议员肉孜阿吉、莎车籍议员文修、和阗籍议员沙比阿洪。